# Kwanthai Sithmorseng
Kwanthai Sithmorseng właśc. Ekavi Songnui (ur. 18 sierpnia 1984 w Trang) – tajski bokser, były zawodowy mistrz świata wagi słomkowej (do 105 funtów) organizacji WBA. 
Karierę zawodową rozpoczął 28 czerwca 2005. Do lipca 2010 stoczył 31 walk, z których 30 wygrał. W tym okresie zdobył tytuł PABA (wakujący po rezygnacji Pornsawana Porpramooka) w wadze słomkowej i był w jego posiadaniu od 2007 do 2010.
5 listopada 2010 w Bangkoku w walce o wakujący tytuł WBA w kategorii słomkowej stoczył pojedynek z rodakiem Pigmy'm Kokietgymem. Po wyrównanym pojedynku wygrał niejednogłośną decyzją sędziów i został nowym mistrzem.
Już w pierwszej obronie tytułu, 19 kwietnia 2011, przegrał przez nokaut w dziewiątej rundzie i stracił pas na rzecz byłego mistrza federacji IBF, Muhammada Rachmana.